# Мизинов, Порфирий Иванович
Порфирий Иванович Мизинов (1855, Ярославль — 1910, Ярославль) — русский журналист, историк литературы, библиограф, краевед Ярославской губернии.

## Биография
Родился 6 (18) сентября 1855 года в Ярославле. В 1875 году с золотой медалью окончил Ярославскую гимназию, в 1879 году — историко-филологический факультет Московского университета.
Преподавал историю и географию в Иваново-вознесенском реальном училище (1879—1880), Брянской прогимназии, гимназиях Рыбинска и Ярославля (1887—1910). В Ярославле он также преподавал в Мариинской и Екатерининской женских гимназиях, давал уроки в частной гимназии О. Н. Корсунской.
Как любитель и знаток местной старины часто выступал с публичными лекциями. Как журналист сотрудничал в «Северном крае», «Голосе» и других газетах, публикуя статьи об экономической и культурной жизни Ярославской губернии. За 30 лет собрал, тратя все свои деньги, большую библиотеку (8 шкафов книг, около 1500 названий), купленную после его смерти владелицей Ярославской табачной фабрики Е. Я. Дунаевой и переданной в гимназию.
Публиковал в «Ярославских губернских ведомостях» и отдельными сборниками архивные источники по истории губернии. Наиболее известна его книга «Мелочи ярославской истории XVIII и XIX в.» (Ярославль: тип. Губ. правл., 1895. — 96 с.), в которой приведены документы из архива Ярославской учёной архивной комиссии, в числе учредителей которой он состоял и некоторое время был её правителем дел. Также он автор работ по истории Ярославской гимназии (в том числе «Гимназические годы Н. А. Некрасова»), очерков о поэтессе Ю. В. Жадовской. В 1886 году он издал «Историко-литературные статьи и речи. Вып. 1» (Рыбинск: типо-лит. Фальк, 1886. — 48 с.); в 1900 году вышел сборник его статей «История и поэзия. Историко-литературные этюды» (Москва: Н. К. Андронов, 1900. — VI, [2], 536 с.). Были напечатаны его публичные лекции «Данте и его Божественная комедия» (Ярославль: типо-лит. Г. Фальк, 1888. — 38 с.) и «И. А. Гончаров в его главных произведениях» (Ярославль: тип. Губ. правл., 1890. — 54 с.).
Умер 27 ноября (10 декабря) 1910 года в Ярославле. Похоронен на Туговой горе.